# Dixie (film, 1943)
Pour les articles homonymes, voir Dixie.
Pour plus de détails, voir Fiche technique et Distribution.
Dixie est un film américain de A. Edward Sutherland sorti en 1943. Le film est basé sur la vie de Daniel Decatur Emmett, qui a écrit la chanson classique Dixie.

## Synopsis
Quittant son foyer du Kentucky pour tenter de percer à la Nouvelle-Orléans, un jeune auteur-compositeur va se retrouver à New York, où il accepte de vendre ses chansons à un éditeur de musique mais refuse de vendre sa composition la plus précieuse : « Dixie ».

## Fiche technique
- Titre : Dixie
- Titre original : Dixie
- Réalisation : A. Edward Sutherland, assisté d'Alvin Ganzer
- Production : Paul Jones
- Société de production : Paramount Pictures
- Scénario : Claude Binyon (adaptation) Karl Tunberg et Darrell Ware d'après une histoire de William Rankin
- Adaptation : Claude Binyon
- Photographie : William C. Mellor et Loyal Griggs (seconde équipe, non crédité)
- Montage : William Shea
- Direction musicale : Robert Emmett Dolan
- Musique : Johnny Burke, Robert Emmett Dolan (non crédité)
- Arrangements musicaux : Joseph J. Lilley
- Chorégraphe : Seymour Felix
- Direction artistique : William Flannery et Hans Dreier
- Décors de plateau : Ray Moyer
- Costumes : Raoul Pene Du Bois
- Effets visuels : Farciot Edouart et Gordon Jennings
- Pays d'origine : États-Unis
- Format : Couleur (Technicolor) - Son : Mono (Western Electric Mirrophonic Recording)
- Genre : film musical, comédie et biopic
- Durée : 89 minutes
- Sortie : 23 juin 1943 première à New York (États-Unis)

## Distribution
- Bing Crosby : Daniel Decatur Emmett
- Dorothy Lamour : Millie Cook
- Billy De Wolfe : M. Bones
- Marjorie Reynolds : Jean Mason
- Lynne Overman : M. Whitlock
- Eddie Foy Jr. : M. Felham
- Raymond Walburn : M. Cook
- Grant Mitchell : M. Mason
- Clara Blandick : Mme Mason
- Olin Howlin : M. Deveraux
- Hope Landin : Mme Masters
- George Reed : Lucius
- Dudley Dickerson : un chauffagiste

## Autour du film
- Le film est inspiré de la vie du compositeur de chansons Dan Emmett (Voir Dan Emmett).

- Dixie est une chanson composée par Dan Emmett en 1859, elle devint très populaire et fut rapidement identifiée à l'image nostalgique et à l'idéologie des États du Sud.